# Zeestraat

Een zeestraat

Een zeestraat of zee-engte is een smalle doorgang tussen twee zeeën en daarmee tevens de scheiding tussen twee landmassa's. Zeestraten zijn essentieel voor de scheepvaart en daarmee vaak van groot economisch en militair belang. Bekende zeestraten in Europa zijn de Straat van Gibraltar, de Bosporus en de Sont, die alle drie de enige waterverbinding vormen met een grote binnenzee.
Het tegenovergestelde van een zeestraat is de landengte.
Een zeegat is een opening tussen een kustwater en de open zee. Dit in tegenstelling tot een zeestraat, die de verbinding vormt tussen twee zeeën. Voorbeelden van zeegaten zijn de openingen tussen de Waddeneilanden.

## Straatnaam
Zeestraat is een veelgebruikte straatnaam in gemeenten die nabij de Noordzee en de voormalige Zuiderzee liggen. Zo hebben Beverwijk, Den Haag en Noordwijkerhout en Zandvoort een Zeestraat maar ook Blankenham, Muiden en Volendam. Het woord straat is in deze zin etymologisch niet verwant met zeestraat.

## Belangrijke zeestraten
Europa
- Straat van Bonifacio
- Bosporus
- Dardanellen
- Karische Poort
- Nauw van Calais of Straat van Dover
- Sont
- Kattegat
- Straat van Gibraltar
- () Straat van Kertsj
- Straat van Messina
- Kanaal van Malta
- Kanaal van Otranto
- Straat van Sicilië

Buiten Europa
- Bab el Mandeb
- Beringstraat
- Straat Davis
- Straat Magellaan
- Straat Tsugaru
- Straat Drake
- Straat van Hormuz
- Straat Malakka
- Straat Luzon
- Straat La Pérouse
- Straat Torres
- Straat van Taiwan
- Straat Bass